# Помощник (роман)
«Помощник» (нем. Der Gehülfe) — второй роман классика немецко-швейцарской литературы Роберта Вальзера, написанный им в 1907 году в Берлине и опубликованный в издательстве Бруно Кассирера в мае 1908 года.

## История создания и публикация
Роман «Помощник» был написан Робертом Вальзером на основе опыта прошлых лет, когда он работал помощником инженера-изобретателя, оказавшегося на грани банкротства. С июля 1903 по январь 1904 года Вальзер провёл близ Цюриха в местечке Веденсвиль (Wädenswil) на вилле «Под вечерней звездой» (Zum Abendstern) инженера Карла Дублера (Carl Dubler), выполняя функции не то слуги, не то ассистента.
Об автобиографическом происхождении текста свидетельствуют созвучные имена главных героев и связанные с содержанием романа топографические названия. Главный герой Йозеф Марти получил девичью фамилию матери автора. Имя инженера-изобретателя Дублера слегка видоизменено на Тоблера. Имена детей инженера Дублера автор дал детям инженера Тоблера без изменений. Название местности Беренсвиль (Bärenswil), где разворачиваются события, — трансформированное название деревни Веденсвиль. Изобретения Дублера были присвоены автором Тоблеру: рекламные часы, автомат для продажи патронов и коляска для больных.
Непосредственным поводом к написанию романа стал конкурс, объявленный берлинским издательством Августа Шерля в 1907 г. За шесть недель Вальзер создаёт свой второй роман «Помощник». По окончании работы писатель отправил роман по почте в издательство, приложив записку с требованием выплатить ему гонорар в размере восьми тысяч марок. Вскоре автор получил свою рукопись обратно без какого-либо сопроводительного письма. Разгневанный, Вальзер отправился в редакцию за объяснениями. Когда издатель указал на невыполнимое требование выплатить автору столь высокий гонорар, Вальзер воскликнул: «Да Вы верблюд, ничего не понимаете в литературе!» — и ушёл, хлопнув дверью.
Роман вышел в издательстве Бруно Кассирера, который издал до этого «Семейство Таннер». Несмотря на то, что первый роман не имел успеха и книги в основном остались на складе издательства нераскупленными, Кассирер принял к публикации новое произведение Вальзера.
Украшенный на обложке рисунком Карла Вальзера, брата писателя, «Помощник» вышел в свет в Берлине в мае 1908 г. и получил благосклонные отзывы критиков, вследствие чего книга имела успех у публики. Первый тираж был распродан, и были выпущены ещё два дополнительных тиража «Помощника».

## Сюжет
Главный герой роман, Йозеф Марти получает место секретаря у инженера-изобретателя Тоблера. Молодой человек поселяется в красивом особняке Тоблера «Под вечерней звездой», здесь же находится и контора. Марти приходится выполнять не только обязанности секретаря, но и слуги. Он выполняет работы не только в бюро, но и по саду.
Изобретения инженера Тоблера не находят никакого применения. Поиски инвесторов заканчиваются ничем. Тоблера одолевают кредиторы. Фирму инженера ожидает неминуемый крах. Хотя Марти месяцами не получает жалования, он привязывается к семье своего патрона, но ничем не может помочь неудачливому изобретателю. Фирму ожидает банкротство, а Марти, который так и не получил заработанных денег, приходится покинуть виллу.

## Персонажи

### Йозеф Марти
Молодой человек 24 лет, Йозеф Марти, отслужив в армии, хочет найти работу. Но ещё важнее ему найти самого себя, понять кто он — «стоящий работник или ничтожество, светлая голова или тупая машина, умница или бездарь». Он мечтатель и ему кажется, на вилле «Под вечерней звездой» он нашёл то, что искал. Мир обитателей виллы кажется ему добрым и основательным. Но он наивен и не сразу замечает, что его хозяин лишь создаёт видимость прочного существования, а на самом деле мир инженера Тоблера приближается к катастрофе.
Вальзер отдаёт главному герою не только прожитый сюжет своей собственной жизни, но и свою любовь к чистописанию и свой каллиграфический почерк. На своих многочисленных службах он был чаще всего писцом и предавался этой деятельности не без самозабвения. Этой страстью Вальзер наделил Йозефа.
В конце романа Марти делает свой выбор. Независимость, пусть и в бедности, является для него главной жизненной ценностью.

### Карл Тоблер
Инженер-изобретатель Тоблер, получив наследство, ушёл со службы на машиностроительном заводе и открыл собственную фирму. Он ищет инвесторов, готовых вложить деньги в его изобретения, однако изобретения инженера не находят интереса. Тоблер груб и относится к окружающим с презрением.
Он обозлён на жителей Веденсвиля и на весь свет за то, что человечество не испытывает никакой надобности в его изобретениях. Тоблеру нечем платить счёта, он не выдаёт жалования своему помощнику, постоянно скрывается от кредиторов и живёт в ожидании неминуемого банкротства.

### Фрау Тоблер
С супругой инженера, фрау Тоблер, у Марти складываются сложные отношения из-за её нелюбви к дочери Сильви. Фрау Тоблер отдала ребёнка на попечение служанки Паулины, которая обращается с Сильви, как с рабыней, унижает и бьёт её.

## Художественные особенности
«Помощник» — самая «простая» и прозаичная книга Вальзера. Автор сам называл её фотографией повседневной швейцарской жизни. Несмотря на периодическое многословие автора и его персонажей, роман получился более традиционным, что сразу отразилось на его успехе у публики.
Иронический подтекст романа возникает из-за несоответствия видимости и реальности. Владелец фирмы пытается пустить пыль в глаза окружающим и возможным инвесторам, но читатель видит и понимает, что мир Тоблера построен на лжи. Ирония для Вальзера — не только способ самозащиты, но и форма неприятия бюргерского существования.
Своим романом Вальзер открыл новый в немецкоязычной литературе жанр «Angestelltenroman» («роман о служащих») и повлиял на писателей, развивших затем тему существования мелких служащих в своём творчестве, например, на Франца Кафку.

## Мнения и оценки
Поэт Христиан Моргенштерн, редактор издательства Бруно Кассирера, в котором вышел «Помощник», писал издателю:
Думаю, я не преувеличу, сказав, что это сочинение воплощает самые большие надежды, которые когда-либо подавал молодой автор. В книге есть места такой чистой и трогательной красоты, к которым ни один зрелый читатель не останется равнодушным и которые убедят его, что он имеет здесь дело с автором, находящимся — если говорить в двух словах — на пути к чему-то необычайному»
Этот роман высоко ценил Франц Кафка, на которого Вальзер произвёл сильное впечатление и отчасти повлиял. О том, что помощники К. в «Замке» являются прямыми наследниками «Помощника» Вальзера, писал Вальтер Беньямин в статье о Кафке.
Макс Брод в своей автобиографии назвал роман Вальзера «шедевром».
Герман Гессе писал в 1936 году о романе «Помощник», что этот текст полон настроений начала XX века, тем не менее повествование очаровывает своей вневременной магией.
«Помощник» — единственный роман Вальзера, получивший ещё при жизни автора признание не только у литературной критики, но и у читателей.

## Автор о книге
Вальзер говорил позднее о своем произведении: «„Помощник“ — совершенно реалистический роман. Мне почти ничего не нужно было выдумывать. Жизнь обо всем для меня позаботилась.»

## Экранизации
- «Помощник» (Der Gehülfe) (1976). ФРГ. 2 ч. 2 мин. Реж. Томас Керфер (Thomas Koerfer). В гл. ролях: Пауль Буриан (Paul Burian), Верена Бус (Verena Buss), Ингольд Виненауэр (Ingold Wildenauer).

## Публикации на немецком языке
- Robert Walser: Der Gehülfe. Roman. Hrsg. v. Jochen Greven. Mit einem Nachwort des Herausgebers. Zürich 1985. ISBN 3-518-37610-1

- Erstausgabe. Robert Walser: Der Gehülfe. Roman, Verlag von Bruno Cassirer, Berlin 1908. 2 Bl., 392 S., 6 Bl. Anzeigen. Originalbroschur mit farbiger Deckelillustration von Karl Walser.

## Переводы на русский язык
- Вальзер Роберт. Помощник; Якоб фон Гунтен: Романы; Миниатюры. / Пер. с нем. Н. Федоровой. — М.: Художественная литература, 1987. — 463 с.